# Мідиця середня
Sorex caecutiens (Мідиця середня) — вид роду мідиця.

## Опис
Має вагу 3–11 грамів, довжину тіла 4,8–7,8 см, довжину хвоста 3,9–5,2 см.

## Поширення
Країни поширення: Білорусь, Китай, Естонія, Фінляндія, Японія, Казахстан, Корея, Північна Корея, Латвія, Литва, Монголія, Норвегія, Польща, Росія, Швеція, Україна.
Проживає переважно у хвойних, листяних і змішаних лісах у тайговій зоні, хоча також трапляється в тундрі, зокрема березових і вербних заростях у долинах річок.

## Їжа
Харчується різноманітними комахами, павуками, багатоніжками.

## Загрози та охорона
Масштабні лісозаготівлі є загальною загрозою для середовища проживання і можуть вплинути на місцеве населення. Включений до Додатка III Бернської конвенції. Живе у багатьох природоохоронних територіях.